# Nancy Huston
Nancy Louise Huston OC (Calgary, 16 settembre 1953) è una scrittrice e saggista canadese.

## Biografia
Nasce a Calgary, nell'Alberta - la parte centro-occidentale del Canada - da una famiglia di lingua francese; vi trascorre quindici anni di vita, poi si trasferisce con la famiglia a Wilton, nel New Hampshire - sulla costa orientale degli States. Studia nel Sarah Lawrence College di New York e, dati i risultati brillanti, ha l'opportunità nel 1973 di trascorrere un periodo di studio presso l'École des Hautes Études en Sciences Sociales di Parigi; studia Scienze sociali e scrive la tesi di laurea sotto la supervisione di Roland Barthes, il grande saggista, linguista e critico letterario scomparso nel 1980: Barthes era uno strutturalista e non è da escludere che le sue idee sulla lingua francese abbiano potuto influenzare la futura scrittrice, che ha sempre elaborato i suoi romanzi prima in francese, per poi tradurli lei stessa in inglese.
Nel 1999, quando si è ormai affermata come scrittrice, appare nel personaggio della Professoressa nel film Emporte-moi, nel quale recita anche il noto attore serbo Miki Manojlović.
Vive a Parigi da diversi anni, da quando si è sposata con il noto filosofo e saggista bulgaro Cvetan Todorov - anch'egli seguace di Barthes. Le sue opere sono state tradotto in quasi tutte le lingue, comprese russo e cinese.

## Opere
Come detto, scrive le sue opere direttamente in Francese, poi lei stessa le traduce in Inglese. Esordisce come scrittrice nel 1981 con il romanzo Les Variations Goldberg, che le permette di conquistare il Prix Contrepoint e l'attenzione del Prix Femina, uno dei massimi riconoscimenti della Letteratura in lingua francese, che quell'anno va a Catherine Hermary-Vieille; viene tradotto in Inglese solo nel 1996 ed è pubblicato con il titolo The Goldberg Variations. Ottiene un grande successo nel 1993, quando vince il canadese Governor General Award per Cantique des Plaines, grazie anche ad una divisione nata tra gli intellettuali del Québec, che non riescono a decidersi se sostenere del tutto o declinare la sua candidatura.
Nel 1994 centra altri due obiettivi, vincendo il Prix "L" e il Prix Louis-Hémon per La virevolte (Slow Emergencies). Con Instruments des ténèbres, pubblicato nel 1996, ottiene un successo ancora maggiore, vincendo il prestigioso Prix Goncourt; viene nuovamente presa in considerazione per il Prix Femina, questa volta più seriamente, e per il Governor General's Award, che la propone per la terza volta nel 1998 per L'Empreinte de l'ange (The Mark of the Angel).
Nel 2005 le viene conferito l'Ordine del Canada (OC), la massima onorificenza conferita dal Governo Canadese, e nel 2006, finalmente, vince il Prix Femina per Lignes de faille (Fault Lines), consacrandosi tra i grandi della Letteratura francese e mondiale, come Romain Rolland, Marguerite Audoux, Françoise Mallet-Joris, Jorge Semprún, Régis Debray, Jean-Louis Fournier; nel 2008 ottiene, sempre per Lignes de faille, la nomination per il britannico Orange Prize for Fiction. Nel 2007 le è conferito il dottorato onorario dalla Université de Liège, Belgio.
Ha scritto la sceneggiatura del film Vite rubate (1998).

### Edizioni italiane
In Italia sono state pubblicate queste sue opere: L'impronta dell'angelo (trad. F. Sircana, 1999, Mondadori), Tre volte settembre (trad. M. Marino, 2005, Pisani, collana Piccola biblioteca di narrativa), Un difetto impercettibile (trad. F. Aceto, 2007, Rizzoli, collana Scala stranieri), Contro i maestri dello sconforto (2009, Excelsior 1881, collana Dettagli), Ultraviolet (trad. M. Piacentini, 2012, Camelozampa, collana Gli arcobaleni).